# Ángeles Yagüe
María Ángeles Yagüe Barredo (Barcelona, 19 de juliol de 1957 – Madrid, 18 de juny de 2007) fou una periodista catalana.

## Trajectòria
Llicenciada en ciències de la informació, va ser redactora de Radiocadena Española i de les seccions de nacional i de societat del Diari de Barcelona.
Va treballar en els informatius de cap de setmana de TVE Catalunya i va ser editora dels telenotícies de La 2.
Va treballar durant deu anys a Telemadrid, on va ser subdirectora d'informatius, subdirectora de programes i directora d'antena.
El novembre de 2004 es va incorporar a Antena 3 com a responsable de continguts, càrrec que va ocupar fins al setembre de 2006. Més tard, va treballar a la productora Mediapro.
Va morir després de patir una aturada cardiorespiratòria durant una operació quirúrgica.